# Xã Mendon, Quận Chariton, Missouri
Xã Mendon (tiếng Anh: Mendon Township) là một xã thuộc quận Chariton, tiểu bang Missouri, Hoa Kỳ. Năm 2010, dân số của xã này là 308 người.